# Beliu
Beliu is een Roemeense gemeente in het district Arad.
Beliu telt 3245 inwoners.